# 26 janvier 1886
Le mardi 26 janvier 1886 est le 26e jour de l'année 1886.

## Naissances
- Louis Bernard, homme politique français († 28 février 1956).
- Jean Collet, peintre français († 1er octobre 1974).
- Charles Forget, peintre et graveur français († 10 juillet 1960).
- Albert Marteaux, homme politique belge († 15 mai 1949).
- Fidel Pagés, médecin espagnol († 21 septembre 1923).
- Victor Regnart, peintre belge († 9 novembre 1964).
- Hermann Schubert, homme politique allemand († 22 mars 1938).

## Décès
- David Rice Atchison, homme politique américain (° 11 août 1807).
- Armand Baschet, littérateur, journaliste et polémiste français (° 1er décembre 1829).
- Lev Lvovitch Kamenev, peintre paysagiste russe (° 1833 ou 1834).
- Philippe-Joseph-Emmanuel de Smyttère, botaniste et historien français (° 19 janvier 1800).

## Événements
- Le sous-directeur de la mine de Decazeville, Jules Watrin, est défenestré et lynché par des grèvistes, pendant une manifestation[1],[2]. Il avait réduit les salaires des mineurs afin de toucher une part des réductions qu'il serait parvenu à imposer[3].
- Charles Garnier (architecte) organise une soirée de Gala à l'opéra en faveur des "pauvres de Paris"[4].
- Monaco : Ordonnance Souveraine du 28 janvier 1886 promulguant la convention conclue le 10 décembre 1885 avec la Suisse et relative à l'extradition des malfaiteurs[5].